# Hemipterodes
Hemipterodes là một chi bướm đêm thuộc họ Geometridae.